# Élections cantonales de 1951 dans la Somme
Les élections cantonales ont eu lieu le 7 et le 14 octobre 1951.

## Contexte départemental

### Assemblée départementale sortante
Avant les élections, le conseil général de la Somme est présidé par Max Lejeune (SFIO), à la tête du département depuis 1945. Il comprend 41 conseillers généraux issus des 41 cantons de la Somme. 21 d'entre eux sont renouvelables lors de ces élections.
| Parti                                          | Sigle | Sigle     | Élus | Groupe                                  |
| ---------------------------------------------- | ----- | --------- | ---- | --------------------------------------- |
| Centre-gauche (28 sièges)                      |       |           |      |                                         |
| Parti radical-socialiste                       |       | Rad.      | 13   | Rassemblement des gauches républicaines |
| Radicaux indépendants                          |       | Rad. indé | 1    | Rassemblement des gauches républicaines |
| Section française de l'Internationale ouvrière |       | SFIO      | 14   | Socialiste                              |
| Droite (7 sièges)                              |       |           |      |                                         |
| Centre national des indépendants et paysans    |       | CNIP      | 3    | Républicains indépendants et MRP        |
| Mouvement républicain populaire                |       | MRP       | 1    | Républicains indépendants et MRP        |
| Rassemblement du peuple français               |       | RPF       | 3    | RPF                                     |
| Gauche (6 sièges)                              |       |           |      |                                         |
| Parti communiste français                      |       | PCF       | 6    | Communiste                              |
| Président du conseil général                   |       |           |      |                                         |
| Max Lejeune (SFIO)                             |       |           |      |                                         |

## Conseil général élu
| Canton                 | Conseiller sortant   | Parti | Parti | Conseiller élu     | Parti | Parti |
| ---------------------- | -------------------- | ----- | ----- | ------------------ | ----- | ----- |
| Abbeville-Sud          | Max Lejeune          |       | SFIO  | Max Lejeune        |       | SFIO  |
| Ailly-sur-Noye         | Robert Verdez        |       | SFIO  | William Classen    |       | Rad.  |
| Amiens-Nord-Ouest      | Léon Dupontreué *    |       | PCF   | Augustin Dujardin  |       | PCF   |
| Amiens-Nord-Est        | Honeste Lagny *      |       | PCF   | Léon Dupontreué    |       | PCF   |
| Bernaville             | Hubert Dubois        |       | CNIP  | Maurice Crépin     |       | SFIO  |
| Boves                  | Louis Prot           |       | PCF   | Charles Houllier   |       | Rad.  |
| Bray-sur-Somme         | Charles Deflandre    |       | SFIO  | Charles Deflandre  |       | SFIO  |
| Chaulnes               | Jean Gilbert-Jules   |       | Rad.  | Jean Gilbert-Jules |       | Rad.  |
| Crécy-en-Ponthieu      | Hélène Lœuillet      |       | SFIO  | Hélène Lœuillet    |       | SFIO  |
| Domart-en-Ponthieu     | Jean Martin          |       | PCF   | Jean Martin        |       | PCF   |
| Hallencourt            | Albert Lefebvre      |       | Rad.  | Albert Lefebvre    |       | Rad.  |
| Ham                    | Gaston Lejeune       |       | SFIO  | Gaston Lejeune     |       | SFIO  |
| Hornoy-le-Bourg        | Gabriel Delétoille ¹ |       | Rad.  | Georges Robart     |       | Rad.  |
| Moreuil                | Maurice Leméré       |       | PCF   | Charles Damay      |       | MRP   |
| Nouvion                | Albert Foucy         |       | SFIO  | Albert Foucy       |       | SFIO  |
| Oisemont               | Pierre Vasseur       |       | Rad.  | Pierre Vasseur     |       | Rad.  |
| Péronne                | Émile Vermond        |       | SFIO  | Daniel Boinet      |       | Rad.  |
| Picquigny              | Eugène Leclerecq     |       | Rad.  | Eugène Leclerecq   |       | Rad.  |
| Poix-de-Picardie       | Jules Delemotte      |       | MRP   | Henri Rameau       |       | Rad.  |
| Rosières-en-Santerre   | Eugène Doucet        |       | Rad.  | Eugène Doucet      |       | Rad.  |
| Saint-Valery-sur-Somme | René Delepierre      |       | CNIP  | René Delepierre    |       | CNIP  |

*Conseillers généraux sortants ne se représentant pas
¹ Siège vacant à la suite du décès de Gabriel Delétoille le 30 mars 1951.

### Élus
| Partis              | Partis                                         | Conseillers sortants | Conseillers élus | Évolution     |
| ------------------- | ---------------------------------------------- | -------------------- | ---------------- | ------------- |
|                     | Parti radical-socialiste                       | 6                    | 10               | 4             |
|                     | Section française de l'Internationale ouvrière | 7                    | 6                | 1             |
| Total Centre-gauche | Total Centre-gauche                            | 13                   | 16               | 3             |
|                     | Parti communiste français                      | 5                    | 3                | 2             |
| Total Gauche        | Total Gauche                                   | 5                    | 3                | 2             |
|                     | Mouvement républicain populaire                | 1                    | 1                | en stagnation |
|                     | Centre national des indépendants et paysans    | 2                    | 1                | 1             |
| Total Droite        | Total Droite                                   | 3                    | 2                | 1             |

### Groupes politiques
| Parti                                          | Sigle | Sigle     | Élus | Groupe                                  |
| ---------------------------------------------- | ----- | --------- | ---- | --------------------------------------- |
| Centre-gauche (31 sièges)                      |       |           |      |                                         |
| Parti radical-socialiste                       |       | Rad.      | 17   | Rassemblement des gauches républicaines |
| Radicaux indépendants                          |       | Rad. indé | 1    | Rassemblement des gauches républicaines |
| Section française de l'Internationale ouvrière |       | SFIO      | 13   | Socialiste                              |
| Droite (6 sièges)                              |       |           |      |                                         |
| Centre national des indépendants et paysans    |       | CNIP      | 2    | Républicains indépendants et MRP        |
| Mouvement républicain populaire                |       | MRP       | 1    | Républicains indépendants et MRP        |
| Rassemblement du peuple français               |       | RPF       | 3    | RPF                                     |
| Gauche (4 sièges)                              |       |           |      |                                         |
| Parti communiste français                      |       | PCF       | 4    | Communiste                              |
| Président du conseil général                   |       |           |      |                                         |
| Max Lejeune (SFIO)                             |       |           |      |                                         |